# امیکزویرا (لیسبان)
امیکزویرا (لیسبان) (به پرتغالی: Ameixoeira (Lisbon)) یک سکونتگاه مسکونی در پرتغال است که در لیسبون واقع شده‌است.

## خصوصیات
امیکزویرا ۹٬۶۴۴ نفر جمعیت دارد.